# Jean Raoux (konstnär)

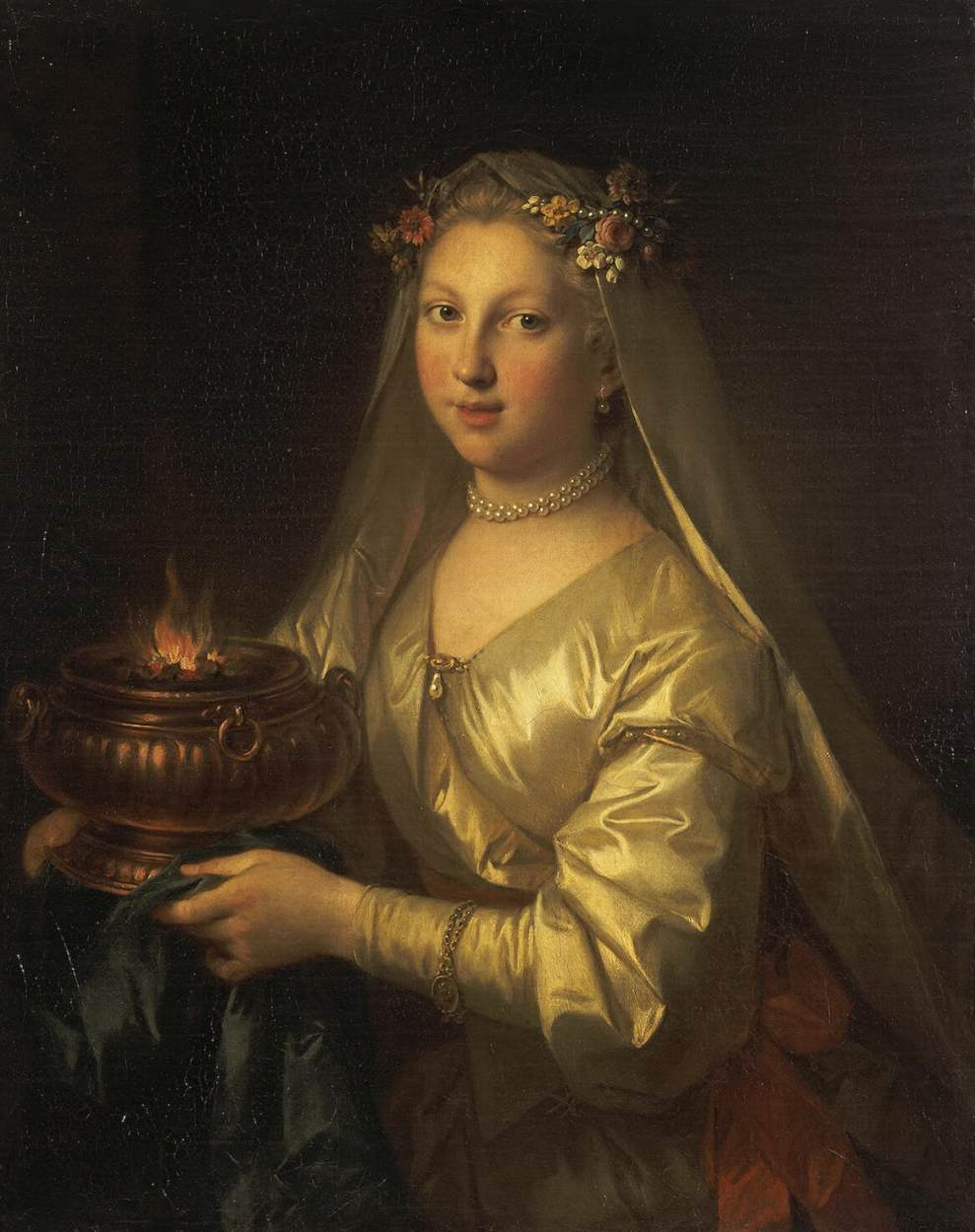
Vestal.

Jean Raoux, född den 10 juni 1677 i Montpellier, död den 10 februari 1734 i Paris, var en fransk målare. 
Raoux studerade i Montpellier, Paris och Italien, där han länge stannade. Han målade historietavlor (Télémaque, Louvren, Bacchus och Ariadne, Montpellier), men med största framgång unga kvinnor, som ofta uppträder i allegorisk förklädning i tidens smak (Vestal, Bordeaux, Madame Boucher som vestal, Versailles).